# Walkley (métro léger d'Ottawa)
 (2022).
Walkely est une station de bus à haut niveau de service du réseau Transitway et station intermodale d'Ottawa, Ontario (Canada). Des travaux d'agrandissement dont le parachèvement a ouvert le 6 janvier 2025 visent la conversion de la station de bus en une gare intermodale, connectant les services du Transitway à ceux de la ligne 2 de l'O-Train.

## Emplacement
La station Walkley est située sous le viaduc du chemin Walkley (en) surplombant la ligne Trillium, le Transitway et la promenade de l'Aéroport. Elle dessert les quartiers Billings Bridge (en), dans le district Capitale (en), ainsi que Ledbury-Heron Gate-Ridgemont (Ottawa) (en) et Riverside Park (en), dans le district Rivière (en),. 
La gare routière du Transitway est localisée entre les stations Greenboro et Heron (en). L'arrêt de métro léger s'insèrera entre les stations Mooney's Bay et Greenboro du réseau originel d'O-Train.

## Histoire

### Toponymie
La station est nommée d'après le chemin Walkley, sous le viaduc duquel elle est implantée. Quant au chemin Walkley, il est nommé d'après Enoch Walkley, propriétaire de terres dans les environs de l'actuel quartier South Keys et entrepreneur-briqueteur.

### Construction

#### O-Train
Les travaux d'immobilisation pour l'ensemble du projet pilote d'O-Train entraînent une dépense de 21 M$ pour la ville d'Ottawa,. Afin de minimiser les coûts, la station Walkley est écartée du projet initial; ses coûts sont jugés trop élevés pour la fréquentation prévue. 
Sa construction est planifiée lors de la deuxième phase d'expansion du réseau d'O-Train. Il est prévu de la mettre en service en 2022. L'ouverture est repoussée en mai 2023 en raison de retards sur le chantier. Ces retards, dus aux nouvelles mesures de distanciation physique des ouvriers et aux problèmes d'approvisionnement en matériaux de construction, sont directement reliés à la pandémie de Covid-19.

## Aménagement
L'architecte de la gare routière originelle est Graham Bolton. La station comprend l'œuvre A Brief History of Ottawa d'Adrian Göllner, installée sous le viaduc du chemin Walkley.
Un nouvel accès et des quais de métro léger doivent être construite sur une voie ferrée en tranchée autrefois détenue par le Canadien Pacifique. Un édicule abritant la salle de contrôle devrait donner accès aux quais latéraux depuis le viaduc du chemin Walkley.